# Меларен
Ме́ларен (швед. Mälaren; устар. Мелар, швед. Mälar) — озеро в Швеции, в ленах Стокгольм, Уппсала, Сёдерманланд и Вестманланд. Площадь — 1090 км² (третье в Швеции после Венерн и Веттерн), максимальная глубина — 61 м. У восточной оконечности озера расположена столица страны Стокгольм. Вода из озера Меларен стекает во фьорд Сальтшён Балтийского моря через протоки Норрстрём и Сёдерстрём а также через ряд рукотворных каналов.
В IX—XII веках Меларен было открытым заливом Балтийского моря. В XI—XII веках уровень суши был на 5 м ниже современного. Около 1200 года береговая линия проходила на 4 м выше современной, и суша продолжала подниматься относительно моря из-за гляциоизостазии, так что морской залив постепенно превратился во внутренний водоём.
На озере расположено множество островов, крупнейшие из которых — Селаэн (91 км²) и Свартшёландет (79 км²). Также на островах расположены объекты всемирного наследия ЮНЕСКО — раннесредневековый торговый центр викингов Бирка на острове Бьёркё и дворец Дроттнингхольм на острове Лувён. После принятия ряда мер во второй половине двадцатого века экологическое состояние водоёма значительно улучшилось, что позволило активно развивать туризм.

## Крупные острова
- Адельсё (Adelsö)
- Аспён (Aspön)
- Бьёркё[англ.]
- Экерё (Ekerö)
- Хельгё (Helgö)
- Кунгсхольмен[англ.]
- Курён (Kurön)
- Лилла-Эссинген (Lilla Essingen)
- Лувё (Lovö)
- Мунсё (Munsö)
- Селаэн (Selaön)
- Стура-Эссинген (Stora Essingen)
- Свартшёландет (Svartsjölandet)
- Тостерён (Tosterön)

## Фауна
В озере проживает более 30 видов рыб, в том числе речной окунь, лещ, трёхиглая колюшка, уклейка и щука.
Также на озере гнездится очень много различных перелетных птиц. После исследования проведенного в 2005 году в десятке самых распространенных видов оказались речная крачка, серебристая чайка, озёрная чайка, сизая чайка, кряква, хохлатая чернеть, канадская казарка, обыкновенный гоголь, клуша и перевозчик. Орлан-белохвост, серый гусь, белощёкая казарка, чернозобая гагара, средний крохаль и серая утка менее распространены, и некоторые виды находятся под угрозой исчезновения в области озера Меларен.
С 1994 года подвид большого баклана начал гнездиться на озере. Согласно исследованию 2005 года на озере было обнаружено 23 гнездовых колоний и 2178 гнезд. Большинство экспертов полагают, что популяция больших бакланов достигла своего пика и стабилизируется на уровне 2000 гнезд.
Также там проживает скопа, которая обладает самым сильным присутствием на озере. Скопа гнездится практически во всех заливах озера.

## Легенда
Существует скандинавская легенда о том, что озеро Меларен создала богиня Гевьон, когда она обманула шведского короля Гюльви. Король пообещал Гевьон столько земли, сколько смогут вспахать четыре быка за один день и одну ночь. Но она использовала быков из страны гигантов, и вместо того чтобы вспахать землю, они её выкорчевали и перенесли в сторону Дании, и образовали остров Зеландия.